# 赵家乡 (重庆市)
赵家乡，是中华人民共和国重庆市武隆区下辖的一个乡镇级行政单位。

## 行政区划
赵家乡下辖以下地区：
新华村和香房村。